# 알부자나무타기쥐
알부자나무타기쥐(Rhipidomys albujai)는 비단털쥐과에 속하는 설치류이다. 에콰도르의 토착종이다.

## 특징
작은 설치류로 꼬리 길이 146~162mm를 제외한 몸길이가 118~130mm이다. 발 길이는 21~26mm, 귀 길이는 16~18mm, 몸무게는 최대 62g이다. 털은 비교적 짧고 부드러우며 섬세하다. 등 쪽은 갈색-노란색을 띠는 반면에 배 쪽은 흰색부터 노랑까지 다양하다. 피부 쪽 털은 어디나 회색이다. 귀는 평범하고 진한 색을 띠며 뒷 쪽에 작은 크림색 얼룩 무늬가 있다. 눈 주위에 둥글게 검은 테가 있다. 발은 넓고, 발등의 검은 반점이 발가락까지 이어진다. 꼬리는 몸보다 길고 균일한 검은색을 띠며 꼬리 끝은 긴 털뭉치 형태이다.

## 생태
6월에 새끼를 돌보는 암컷이 포획된다.

## 분포 및 서식지
에콰도르 남동부 지역 상가이 국립공원에서만 발견된다. 해발 1,400~1,800m의 숲에서 서식한다.